# Tercera Federación - Grupo VI 2024-25
La temporada 2024-25 del Grupo VI de la Tercera Federación de fútbol comenzó el 8 de septiembre de 2024 y finalizó el 11 de mayo de 2025. Posteriormente se disputó la promoción de ascenso entre el 18 de mayo y el 8 de junio en su fase territorial, y para finalizar en su fase nacional entre el 15 y 22 de junio. Se trata de la cuarta edición tras la restructuración de las categorías no profesionales por parte de la RFEF a causa de la pandemia global causada por el Coronavirus; y es la quinta categoría a nivel nacional.

## Sistema de competición
Participan dieciocho clubes encuadrados en un único grupo. Se enfrentan todos contra todos en dos ocasiones -una en campo propio y otra en campo contrario- durante un total de 34 jornadas. El orden de los encuentros se decide por sorteo antes de empezar la competición. La Federación de Fútbol de la Comunidad Valenciana es la responsable de designar las fechas de los partidos y los árbitros de cada encuentro, reservando al equipo local la potestad de fijar el horario exacto de cada encuentro.
Una vez finalizada la competición, el primer clasificado asciende directamente a Segunda Federación y se proclama campeón de Tercera Federación.
Los clasificados entre el segundo y el quinto lugar disputan un Play Off territorial en formato de eliminatorias a doble partido ida y vuelta. En caso de empate el vencedor de la eliminatoria es el equipo mejor clasificado. El equipo vencedor de este Play Off se clasifica a la Promoción de ascenso a Segunda Federación que tiene carácter de final interterritorial.
Los tres últimos clasificados descienden directamente a Lliga Comunitat. Puede haber más descensos por arrastre provocados por descensos de superior categoría.

## Ascensos y descensos
| Pos. | Ascendidos a 2.ª Federación |
| ---- | --------------------------- |
| 1º   | Elche Ilicitano C. F.       |

| Pos. | Descendidos de 2.ª Federación |
| ---- | ----------------------------- |
| 14º  | Atlético Saguntino            |
| 18º  | C. F. La Nucía                |

| Pos.     | Ascendidos de Lliga Comunitat |
| -------- | ----------------------------- |
| 1º Norte | U. D. Vall de Uxó             |
| 1º Sur   | C. F. Benidorm                |
| 2º Sur   | Crevillente Deportivo         |

| Pos. | Descendidos a Lliga Comunitat |
| ---- | ----------------------------- |
| 7.º  | C. F. Gandía (Administrativo) |
| 16.º | C. D. Acero                   |
| 17.º | C. D. Burriana                |
| 18.º | Silla C. F.                   |

## Equipos

### Listado de equipos
| Equipo                         | Localidad               | Estadio                          | Capacidad |
| ------------------------------ | ----------------------- | -------------------------------- | --------- |
| Athletic Torrellano            | Torrellano (Elche)      | Isabel Fernández                 | 3000      |
| Atlético Levante U. D.         | Valencia                | Ciudad Deportiva de Buñol        | 1000      |
| Atlético Saguntino             | Sagunto                 | Nou Camp de Morvedre             | 4000      |
| Atzeneta U. E.                 | Adzaneta de Albaida     | El Regit                         | 1500      |
| C. F. Benidorm                 | Benidorm                | Estadio Municipal Guillermo Amor | 9000      |
| C. D. Castellón "B"            | Castellón de la Plana   | Javier Marquina                  | 2900      |
| U. D. Castellonense            | Villanueva de Castellón | Camp Municipal de L'Almenà       | 1500      |
| Crevillente Deportivo          | Crevillente             | Enrique Miralles                 |           |
| F. C. Jove Español San Vicente | San Vicente del Raspeig | Ciudad Deportiva                 | 2500      |
| C. F. La Nucía                 | La Nucía                | Estadio Olímpico Camilo Cano     | 5000      |
| Ontinyent 1931 C. F.           | Onteniente              | El Clariano                      | 4000      |
| Patacona C. F.                 | Alboraya                | Municipal de la Patacona         |           |
| U. D. Rayo Ibense              | Ibi                     | Francisco Villaplana             | 1500      |
| C. D. Roda                     | Villarreal              | Ciudad Deportiva Pamesa Cerámica | 5000      |
| C. D. Soneja                   | Soneja                  | Municipal "El Arco"              | 1000      |
| C. D. Utiel                    | Utiel                   | La Celadilla                     | 2000      |
| U. D. Vall de Uxó              | Vall de Uxó             | Estadio José Mangriñán           | 4000      |
| Villarreal C. F. "C"           | Villarreal              | Ciudad Deportiva Pamesa Cerámica | 5000      |

| At. Torrellano At. Levante At. Saguntino Atzeneta Benidorm Castellón "B" Castellonense Crevillente Jove Español La Nucía Ontinyent 1931 Patacona Rayo Roda Soneja Utiel Vall de Uxó Villarreal "C" |

### Equipos por provincia
| N.º | Provincia | Equipos                                                                                          |
| --- | --------- | ------------------------------------------------------------------------------------------------ |
| 6   | Alicante  | Athletic Torrellano, Benidorm, Crevillente Deportivo, Jove Español y La Nucía y Rayo Ibense.     |
| 5   | Castellón | Castellón "B", Roda, Soneja, Vall de Uxó y Villarreal "C".                                       |
| 7   | Valencia  | Atlético Levante, Atlético Saguntino, Atzeneta, Castellonense, Ontinyent 1931, Patacona y Utiel. |

## Clasificación
| Pos. | Equipo                         | Pts. | PJ | G  | E  | P  | GF | GC | Dif. |                                                                   |
| ---- | ------------------------------ | ---- | -- | -- | -- | -- | -- | -- | ---- | ----------------------------------------------------------------- |
| 1    | C. D. Castellón "B" (A, C)     | 58   | 34 | 18 | 4  | 12 | 76 | 58 | +18  | Ascenso a Segunda Federación                                      |
| 2    | C. D. Roda                     | 57   | 34 | 15 | 12 | 7  | 52 | 32 | +20  | Acceso a Promoción de Ascenso a Segunda Federación y Copa del Rey |
| 3    | C. F. La Nucía                 | 56   | 34 | 15 | 11 | 8  | 46 | 24 | +22  | Acceso a Promoción de Ascenso a Segunda Federación                |
| 4    | U. D. Castellonense            | 56   | 34 | 15 | 11 | 8  | 36 | 30 | +6   | Acceso a Promoción de Ascenso a Segunda Federación                |
| 5    | C. D. Utiel                    | 54   | 34 | 14 | 12 | 8  | 38 | 31 | +7   | Acceso a Promoción de Ascenso a Segunda Federación                |
| 6    | Villarreal C. F. "C"           | 50   | 34 | 12 | 14 | 8  | 55 | 37 | +18  |                                                                   |
| 7    | Atzeneta U. E.                 | 50   | 34 | 14 | 8  | 12 | 36 | 34 | +2   |                                                                   |
| 8    | U. D. Vall de Uxó              | 49   | 34 | 13 | 10 | 11 | 37 | 36 | +1   |                                                                   |
| 9    | C. D. Soneja                   | 47   | 34 | 11 | 14 | 9  | 36 | 34 | +2   |                                                                   |
| 10   | Atlético Saguntino             | 46   | 34 | 10 | 16 | 8  | 41 | 36 | +5   |                                                                   |
| 11   | Ontinyent 1931 C. F.           | 45   | 34 | 11 | 12 | 11 | 34 | 35 | −1   |                                                                   |
| 12   | Atlético Levante U. D.         | 44   | 34 | 13 | 5  | 16 | 34 | 39 | −5   |                                                                   |
| 13   | F. C. Jove Español San Vicente | 43   | 34 | 12 | 7  | 15 | 36 | 46 | −10  |                                                                   |
| 14   | Crevillente Deportivo          | 41   | 34 | 10 | 11 | 13 | 34 | 44 | −10  |                                                                   |
| 15   | Athletic Club Torrellano       | 39   | 34 | 8  | 15 | 11 | 35 | 39 | −4   |                                                                   |
| 16   | C. F. Benidorm (D)             | 38   | 34 | 9  | 11 | 14 | 36 | 51 | −15  | Descenso a Lliga Comunitat                                        |
| 17   | Patacona C. F. (D)             | 27   | 34 | 5  | 12 | 17 | 35 | 59 | −24  | Descenso a Lliga Comunitat                                        |
| 18   | U. D. Rayo Ibense (D)          | 23   | 34 | 6  | 5  | 23 | 23 | 57 | −34  | Descenso a Lliga Comunitat                                        |

Actualizado a los partidos jugados el 11 de mayo de 2025.
 Fuente: BeSoccer

## Resultados
| Local \ Visitante              | ACT | ATL | ATS | ATZ | BEN | CAS | CAT | CRE | JOV | LAN | ONT | PAT | RAY | ROD | SON | UTI | VAL | VIL |
| ------------------------------ | --- | --- | --- | --- | --- | --- | --- | --- | --- | --- | --- | --- | --- | --- | --- | --- | --- | --- |
| Athletic Club Torrellano       | —   | 1–0 | 2–1 | 0–0 | 1–1 | 1–2 | 3–0 | 1–1 | 1–2 | 0–0 | 0–1 | 1–1 | 2–0 | 3–2 | 1–1 | 0–3 | 4–1 | 0–0 |
| Atlético Levante U. D.         | 3–2 | —   | 2–0 | 0–2 | 1–0 | 2–4 | 0–1 | 2–0 | 0–1 | 0–2 | 3–1 | 2–1 | 0–1 | 0–3 | 3–0 | 0–0 | 1–2 | 2–1 |
| Atlético Saguntino             | 0–0 | 1–1 | —   | 4–1 | 1–1 | 3–1 | 0–1 | 0–0 | 1–0 | 2–1 | 0–0 | 2–2 | 4–0 | 0–0 | 1–0 | 1–2 | 2–1 | 3–2 |
| Atzeneta U. E.                 | 2–0 | 2–1 | 0–0 | —   | 2–0 | 2–0 | 1–1 | 1–0 | 0–1 | 0–1 | 0–0 | 0–1 | 3–0 | 1–2 | 1–1 | 2–0 | 3–2 | 1–1 |
| C. F. Benidorm                 | 2–2 | 2–0 | 1–1 | 2–1 | —   | 1–5 | 0–2 | 1–1 | 1–3 | 1–0 | 1–1 | 0–0 | 1–0 | 3–3 | 0–2 | 0–2 | 0–0 | 2–4 |
| C. D. Castellón "B"            | 1–1 | 3–1 | 1–1 | 4–0 | 3–1 | —   | 1–1 | 5–0 | 2–1 | 2–4 | 5–2 | 2–1 | 4–0 | 1–3 | 3–1 | 1–2 | 0–3 | 2–1 |
| U. D. Castellonense            | 0–1 | 0–0 | 1–0 | 0–1 | 1–1 | 2–3 | —   | 4–2 | 2–1 | 0–2 | 1–2 | 1–1 | 0–3 | 1–0 | 0–2 | 1–0 | 2–0 | 2–0 |
| Crevillente Deportivo          | 2–1 | 0–1 | 2–2 | 0–1 | 1–0 | 1–0 | 2–2 | —   | 2–1 | 0–2 | 3–0 | 1–2 | 2–1 | 1–1 | 3–3 | 0–2 | 1–1 | 0–0 |
| F. C. Jove Español San Vicente | 0–0 | 0–1 | 3–2 | 1–0 | 0–2 | 1–2 | 0–2 | 1–3 | —   | 1–3 | 1–1 | 3–2 | 2–0 | 2–1 | 1–1 | 0–0 | 1–0 | 0–3 |
| C. F. La Nucía                 | 0–0 | 1–2 | 0–0 | 2–3 | 0–1 | 2–0 | 1–1 | 1–0 | 2–2 | —   | 1–1 | 3–0 | 4–0 | 2–3 | 1–2 | 3–0 | 2–0 | 0–0 |
| Ontinyent 1931 C. F.           | 1–1 | 2–0 | 1–1 | 1–0 | 2–0 | 5–2 | 0–1 | 0–1 | 1–0 | 1–1 | —   | 2–0 | 2–1 | 0–1 | 0–1 | 2–0 | 0–0 | 0–0 |
| Patacona C. F.                 | 1–3 | 1–3 | 1–3 | 0–2 | 1–2 | 2–5 | 0–0 | 0–0 | 1–2 | 0–0 | 1–0 | —   | 2–2 | 0–2 | 0–2 | 2–2 | 1–1 | 3–2 |
| U. D. Rayo Ibense              | 1–0 | 0–0 | 1–2 | 0–1 | 2–0 | 2–3 | 0–2 | 3–0 | 1–1 | 0–1 | 1–0 | 0–2 | —   | 0–1 | 1–1 | 0–1 | 1–1 | 1–5 |
| C. D. Roda                     | 2–0 | 0–1 | 3–0 | 1–1 | 2–1 | 2–1 | 0–2 | 2–3 | 1–2 | 0–0 | 2–2 | 5–3 | 2–0 | —   | 0–0 | 3–1 | 4–0 | 0–0 |
| C. D. Soneja                   | 1–1 | 0–0 | 0–0 | 1–0 | 2–2 | 2–1 | 0–1 | 2–1 | 3–0 | 0–1 | 1–1 | 2–1 | 2–0 | 1–1 | —   | 0–0 | 0–1 | 0–1 |
| C. D. Utiel                    | 2–0 | 1–0 | 1–1 | 1–1 | 3–2 | 4–2 | 1–1 | 0–0 | 2–1 | 2–1 | 0–1 | 1–1 | 3–1 | 0–0 | 1–1 | —   | 0–2 | 1–0 |
| U. D. Vall de Uxó              | 3–0 | 2–1 | 2–0 | 2–1 | 0–1 | 1–3 | 0–0 | 0–1 | 2–0 | 0–0 | 2–1 | 2–0 | 1–0 | 0–0 | 2–0 | 0–0 | —   | 2–2 |
| Villarreal C. F. "C"           | 2–2 | 2–1 | 2–2 | 4–0 | 2–3 | 2–2 | 2–2 | 1–0 | 1–1 | 0–2 | 3–0 | 1–1 | 2–0 | 0–0 | 4–1 | 1–0 | 4–1 | —   |

## Play Off de Ascenso a Segunda Federación
|  | Semifinales                                                | Semifinales                                                | Semifinales                                                | Semifinales                                                | Semifinales                                                |   |    | Final                                                | Final                                                | Final                                                | Final                                                | Final                                                |  |
|  | 17-18 de mayo de 2025 (ida) 24-25 de mayo de 2025 (vuelta) | 17-18 de mayo de 2025 (ida) 24-25 de mayo de 2025 (vuelta) | 17-18 de mayo de 2025 (ida) 24-25 de mayo de 2025 (vuelta) | 17-18 de mayo de 2025 (ida) 24-25 de mayo de 2025 (vuelta) | 17-18 de mayo de 2025 (ida) 24-25 de mayo de 2025 (vuelta) |   |    | 1 de junio de 2025 (ida) 7 de junio de 2025 (vuelta) | 1 de junio de 2025 (ida) 7 de junio de 2025 (vuelta) | 1 de junio de 2025 (ida) 7 de junio de 2025 (vuelta) | 1 de junio de 2025 (ida) 7 de junio de 2025 (vuelta) | 1 de junio de 2025 (ida) 7 de junio de 2025 (vuelta) |  |
|  |                                                            |                                                            |                                                            |                                                            |                                                            |   |    |                                                      |                                                      |                                                      |                                                      |                                                      |  |
|  |                                                            |                                                            |                                                            |                                                            |                                                            |   |    |                                                      |                                                      |                                                      |                                                      |                                                      |  |
|  | 4º                                                         | U. D. Castellonense                                        | 0                                                          | 2                                                          | 2                                                          |   |    |                                                      |                                                      |                                                      |                                                      |                                                      |  |
|  | 4º                                                         | U. D. Castellonense                                        | 0                                                          | 2                                                          | 2                                                          |   |    |                                                      |                                                      |                                                      |                                                      |                                                      |  |
|  | 3º                                                         | C. F. La Nucía                                             | 0                                                          | 1                                                          | 1                                                          |   |    |                                                      |                                                      |                                                      |                                                      |                                                      |  |
|  | 3º                                                         | C. F. La Nucía                                             | 0                                                          | 1                                                          | 1                                                          |   | 4º | U. D. Castellonense                                  | 1                                                    | 1                                                    | 2                                                    |                                                      |  |
|  |                                                            |                                                            |                                                            |                                                            |                                                            |   | 4º | U. D. Castellonense                                  | 1                                                    | 1                                                    | 2                                                    |                                                      |  |
|  |                                                            |                                                            | 5º                                                         | C. D. Utiel                                                | 1                                                          | 1 | 2  |                                                      |                                                      |                                                      |                                                      |                                                      |  |
|  | 5º                                                         | C. D. Utiel                                                | 5º                                                         | C. D. Utiel                                                | 1                                                          | 1 | 2  | 2                                                    | 0                                                    | 2                                                    |                                                      |                                                      |  |
|  | 5º                                                         | C. D. Utiel                                                |                                                            |                                                            |                                                            |   |    | 2                                                    | 0                                                    | 2                                                    |                                                      |                                                      |  |
|  | 2º                                                         | C. D. Roda                                                 | 1                                                          | 0                                                          | 1                                                          |   |    |                                                      |                                                      |                                                      |                                                      |                                                      |  |
|  | 2º                                                         | C. D. Roda                                                 | 1                                                          | 0                                                          | 1                                                          |   |    |                                                      |                                                      |                                                      |                                                      |                                                      |  |
|  |                                                            |                                                            |                                                            |                                                            |                                                            |   |    |                                                      |                                                      |                                                      |                                                      |                                                      |  |

1. ↑  En caso de empate pasa el equipo clasificado en mejor posición en la fase regular.